# Salaar
 (juillet 2023).
La mise en forme du texte ne suit pas les recommandations de Wikipédia : il faut le « wikifier ».
Les points d'amélioration suivants sont les cas les plus fréquents. Le détail des points à revoir est peut-être précisé sur la page de discussion.
- Les titres sont pré-formatés par le logiciel. Ils ne sont ni en capitales, ni en gras.
- Le texte ne doit pas être écrit en capitales (les noms de famille non plus), ni en gras, ni en italique, ni en « petit »…
- Le gras n'est utilisé que pour surligner le titre de l'article dans l'introduction, une seule fois.
- L'italique est rarement utilisé : mots en langue étrangère, titres d'œuvres, noms de bateaux, etc.
- Les citations ne sont pas en italique mais en corps de texte normal. Elles sont entourées par des guillemets français : « et ».
- Les listes à puces sont à éviter, des paragraphes rédigés étant largement préférés. Les tableaux sont à réserver à la présentation de données structurées (résultats, etc.).
- Les appels de note de bas de page (petits chiffres en exposant, introduits par l'outil «  Source ») sont à placer entre la fin de phrase et le point final[comme ça].
- Les liens internes (vers d'autres articles de Wikipédia) sont à choisir avec parcimonie. Créez des liens vers des articles approfondissant le sujet. Les termes génériques sans rapport avec le sujet sont à éviter, ainsi que les répétitions de liens vers un même terme.
- Les liens externes sont à placer uniquement dans une section « Liens externes », à la fin de l'article. Ces liens sont à choisir avec parcimonie suivant les règles définies. Si un lien sert de source à l'article, son insertion dans le texte est à faire par les notes de bas de page.
- La présentation des références doit suivre les conventions bibliographiques. Il est recommandé d'utiliser les modèles {{Ouvrage}}, {{Chapitre}}, {{Article}}, {{Lien web}} et/ou {{Bibliographie}}. Le mode d'édition visuel peut mettre en forme automatiquement les références.
- Insérer une infobox (cadre d'informations à droite) n'est pas obligatoire pour parachever la mise en page.

Pour une aide détaillée, merci de consulter Aide:Wikification.
Si vous pensez que ces points ont été résolus, vous pouvez retirer ce bandeau et améliorer la mise en forme d'un autre article.
 (juillet 2023).
Le contenu est difficilement compréhensible vu les erreurs de traduction, qui sont peut-être dues à l'utilisation d'un logiciel de traduction automatique.
Pour plus de détails, voir Fiche technique et Distribution.
Salaar: Part 1 - Ceasefire (également commercialisé sous le titre de Salaar: Part 1 – Ceasefire) est un film indien en télougou écrit et réalisé par Prashanth Neel et sorti en 2023. Il met en vedette 
Prithviraj Sukumaran et Prabhas en tant que personnage titulaire, avec Bobby Simha, Tinnu Anand, Eesawari Rao, Shruti Haasan et Jagapathi Babu.
Il a été annoncé en décembre 2020 avec une photographie principale commençant en janvier 2021 près de Godavarikhani, Telangana. La musique est composée par Ravi Basrur, tandis que la photographie est réalisée par Bhuvan Gowda.
Il sort en salles décembre 2023 après avoir été considéré comme l'un des films indiens les plus attendus de 2023.

## Distribution
- Prithviraj Sukumaran : Varadharaja Mannar "Varadha" fils de Raja Mannar
- Prabhas : Devaratha "Deva" [3]
- Shruti Haasan : Aadya, journaliste
- Jagapathi Babu : Raja Mannaar, père de Varadharaja Mannaar [4]
- Madhu Guruswamy
- Easwari Rao : la mère de Salaar
- Sriya Reddy

## Production

### Développement
Le film, ainsi que son titre, sont annoncés le 2 décembre 2020. Présenté comme un thriller d'action, le film marque la première collaboration entre le réalisateur Prashanth Neel et Prabhas, et le premier film Telugu de Neel. Prabhas a déclaré, à propos son rôle: "Mon personnage est extrêmement violent, c'est donc quelque chose que je n'ai pas vraiment fait auparavant."  Quelques rapports ont affirmé que le film est un remake du premier film de Neel Ugramm. Cependant, Neel a précisé que Salaar n'est pas un remake mais une histoire originale écrite pour Prabhas.
Le film a été officiellement lancé à Hyderabad le 16 janvier 2021. Ravi Basrur compose la musique tandis que Bhuvan Gowda est le directeur de la photographie.

## Sortie et accueil

### Dates de sortie
Salaar devrait sortir en salles le 28 septembre 2023 en telugu avec des versions doublées des langues hindi, tamoule, kannada et malayalam,,.
Plus tôt en août 2021, il a été annoncé que le film sortirait le 14 avril 2022. Le film a ensuite été reporté en raison du film de Neel et Hombale, KGF: Chapter 2, qui devait sortir à cette date. En mars 2022, le producteur Vijay Kiragandur dans une interview avec Pinkvilla a déclaré que le film avait été reporté au deuxième trimestre (avril-juin) de 2023 en raison de retards de production dus à la pandémie COVID-19. En août 2022, la date de sortie a été annoncée au 28 septembre 2023.

### Distribution
UV Creations a acquis les droits de distribution d'Andhra Pradesh et de Telangana tandis que KRG Studios dans l'État du Karnataka. Le film sera distribué en Amérique du Nord par Moksha Movies et Prathyangira Cinemas.

### Critique
Dès sa sortie, le film a reçu des critiques majoritairement positifs. Les qualités les plus notés sont ses aspects techniques, séquences d'action et visuels, en plus de sa mise en scène, sa partition musicale et son jeu d'acteur (notamment Prabhas et Prithiviraj). Néanmoins, dans les principales reproches cités, on peut citer son rythme et son scénario pour ses similitudes avec les précédentes œuvres du réalisateur.